# Ненана (аэропорт)
Муниципальный аэропорт Ненана (англ. Nenana Municipal Airport), (ИАТА: ENN, ИКАО: PANN, FAA LID: ENN) — государственный гражданский аэропорт, расположенный в 1,6 километрах к югу от центрального делового района города Ненана, штат Аляска, США.

## Операционная деятельность
Муниципальный аэропорт Ненана занимает площадь в 417 гектар, расположен на высоте 110 метров над уровнем моря и эксплуатирует три взлётно-посадочные полосы, одна из которых предназначена для приёма гидросамолётов
:
- 4L/22R размерами 1402 х 30 метров с асфальтовым покрытием;
- 4R/22L размерами 768 х 18 метров с травяным и торфовым покрытием;
- 4W/22W размерами 1098 x 30 метров, вода.

За период с 31 декабря 2004 по 31 декабря 2005 года Муниципальный аэропорт Ненана обработал 6 000 операций по взлётам и посадкам самолётов (в среднем 16 операций в день), из них 58 % пришлось на авиацию общего назначения и 42 % — на рейсы аэротакси. В данный период в аэропорту базировалось 15 воздушных судов, из которых 93 % — однодвигательные самолёты и 7 % — многодвигательные.